# Variașu Mare, Arad
Variașu Mare este un sat în comuna Iratoșu din județul Arad, Crișana, România. Este poziționat între comunele Iratoșu și comuna Turnu aflată la granița cu Ungaria. Satul Variașu Mare se află la o distanță față de municipiul Arad de 15 km. Populația este formată 60% din maghiari si 40% români în continuă creștere. Se practică sportul tenis de masă și fotbal.